# LivrÉchange
Koordinaten: 46° 48′ 6,3″ N, 7° 8′ 55,2″ O; CH1903: 577866 / 183440

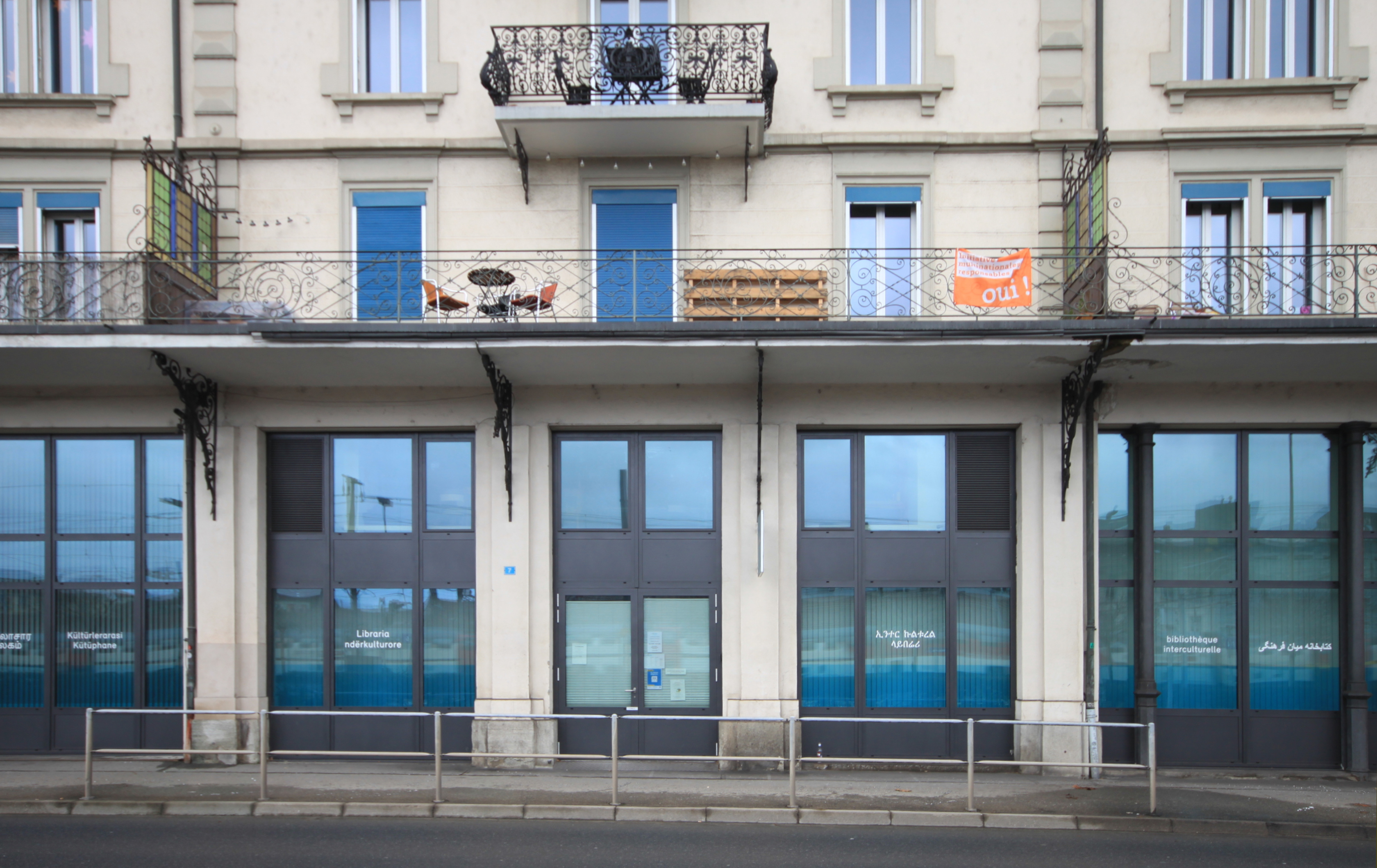
Eingangsfront von LivrÉchange an der Avenue du Midi

LivrÉchange (Wortspiel aus französisch livre + échange, deutsch Buch + Austausch, in Anlehnung an libre-échange = Freihandel) ist eine interkulturelle, frei zugängliche Bibliothek in der Stadt Freiburg i. Üe., deren Hauptzweck es ist, die fremdsprachige Bevölkerung zu integrieren und die kulturelle Identität der Region zu erweitern. Es stehen über 25'000 Titel in über 265 Sprachen zur Verfügung.

## Bestand und Angebote
Unter 25'000 Titeln sind Bilderbücher für Kinder im Vorschulalter, Kinder- und Jugendbücher sowie Bücher für Erwachsene. Ausser Belletristik verfügt die Bibliothek über Sachbücher, Lexika und Lehrwerke in gedruckter und digitaler Form. Der Bestand kann auch online abgefragt werden.
LivrÉchange ist des Weiteren ein Ort der Begegnung, wo sich Ausländer und Einheimische aller Altersgruppen treffen können. Zudem ist die Bibliothek pädagogisch aktiv: Sie empfängt Schulklassen, organisiert kulturelle Veranstaltungen wie etwa Märchenstunden, Lesungen, Ausstellungen, Vorträge und Führungen. Darüber hinaus wird den Benutzern auf drei Computern eine grosse Auswahl an vorinstallierten, kostenlosen Sprachlernprogrammen und Links zu Sprachlernprogrammen für Deutsch und Französisch für Anfänger und Fortgeschrittene geboten.
LivrÉchange trägt sein Angebot in verschiedene Stadtquartiere – im Sommer sogar ins Schwimmbad –, wo Freiwillige den anwesenden Kindern Bücher ausleihen, Geschichten in verschiedenen Sprachen erzählen oder vorlesen, mit ihnen zeichnen, basteln und darüber sprechen. Währenddessen können die Eltern sich gegenseitig kennen lernen.

## Geschichte
Die Vereinigung LivrÉchange wurde 2001 als politisch und konfessionell unabhängiger, gemeinnütziger Verein in Freiburg gegründet. Im Mai des folgenden Jahres wurde die erste interkulturelle Bibliothek im Kanton Freiburg an der Rue de Botzet in Freiburg eröffnet. Die Caritas Freiburg stellte die Räumlichkeiten gratis zur Verfügung. Das Angebot umfasste hauptsächlich fremdsprachige Bücher zunächst aus zweiter Hand. Seit 2004 ist die interkulturelle Bibliothek Mitglied im Verbund der Freiburger Bibliotheken. Im August 2008 zog die interkulturelle Bibliothek, die stark gewachsen war, in die grösseren Räumlichkeiten an den aktuellen Standort an der Avenue du Midi in der Nähe des Bahnhofs Freiburg. Damit konnten die Aktivitäten wesentlich erweitert werden.

## Finanzierung
Die Bibliothek wird von staatlicher und kirchlicher Seite (Gemeinden, Kanton, Bund und Kirche), von Privaten (Stiftungen, Lotterie) sowie durch die Mitgliederbeiträge und Spenden finanziell unterstützt. Zahlreichen Freiwillige verringern durch ihr Engagement den finanziellen Bedarf wesentlich.

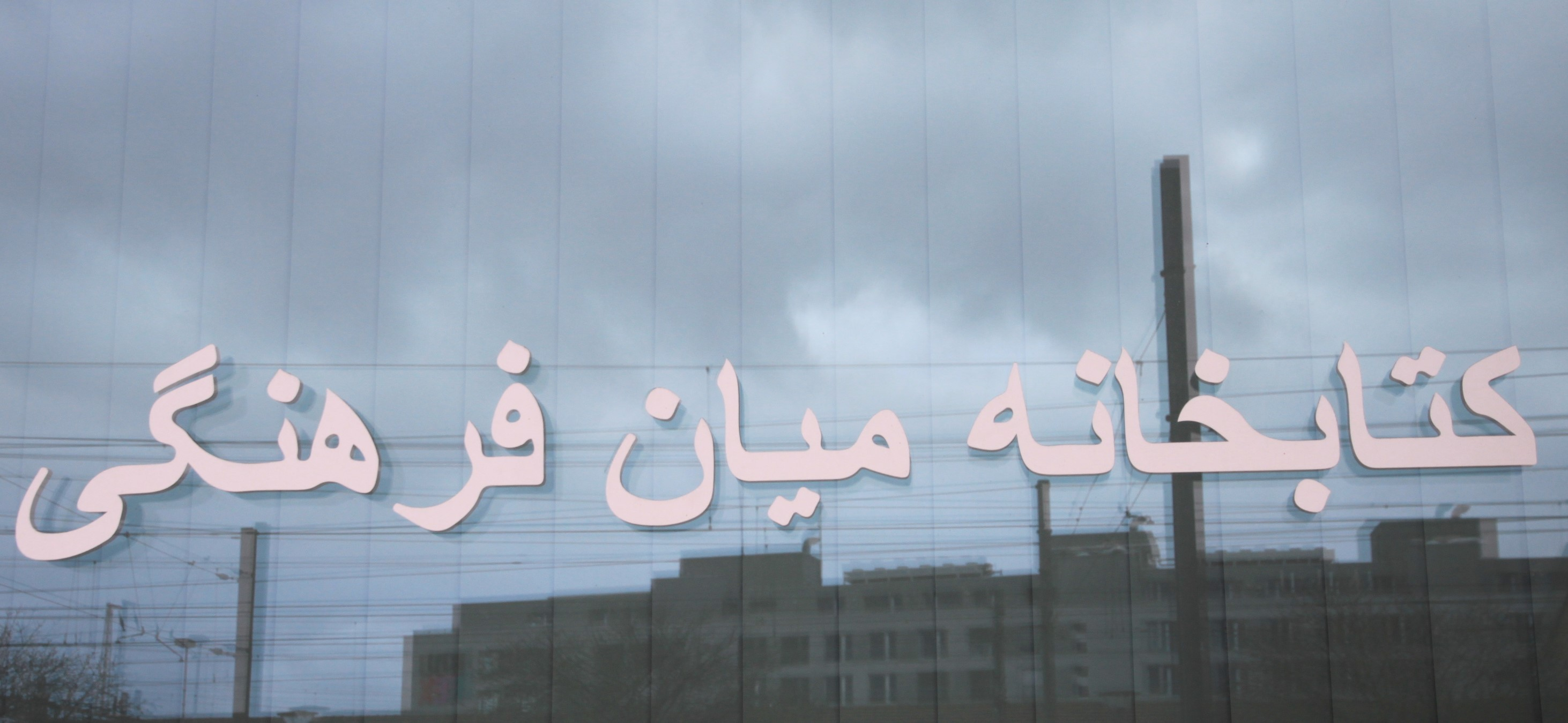
Fenster der Bibliothek auf Persisch
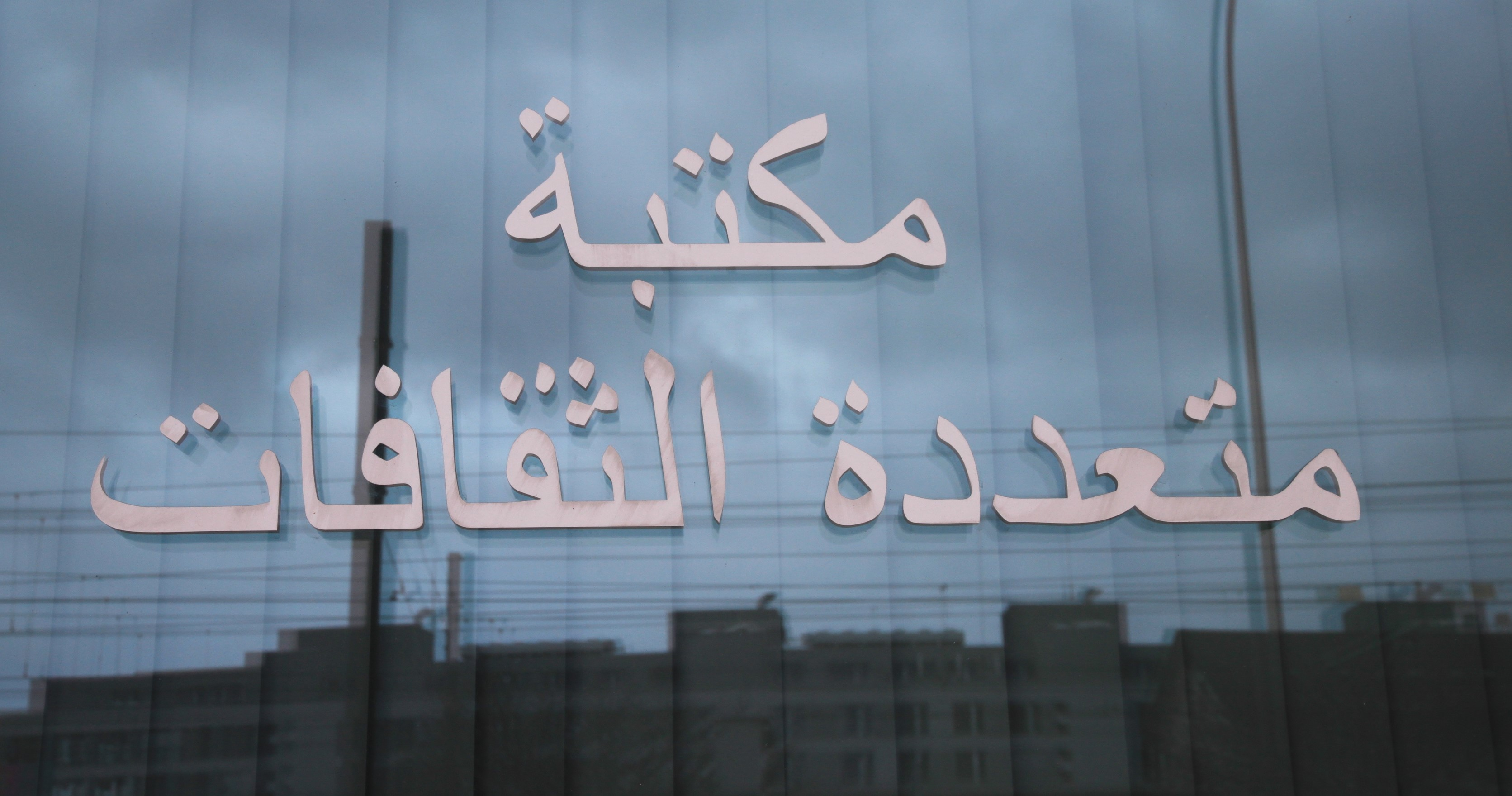
Fenster der Bibliothek auf Arabisch
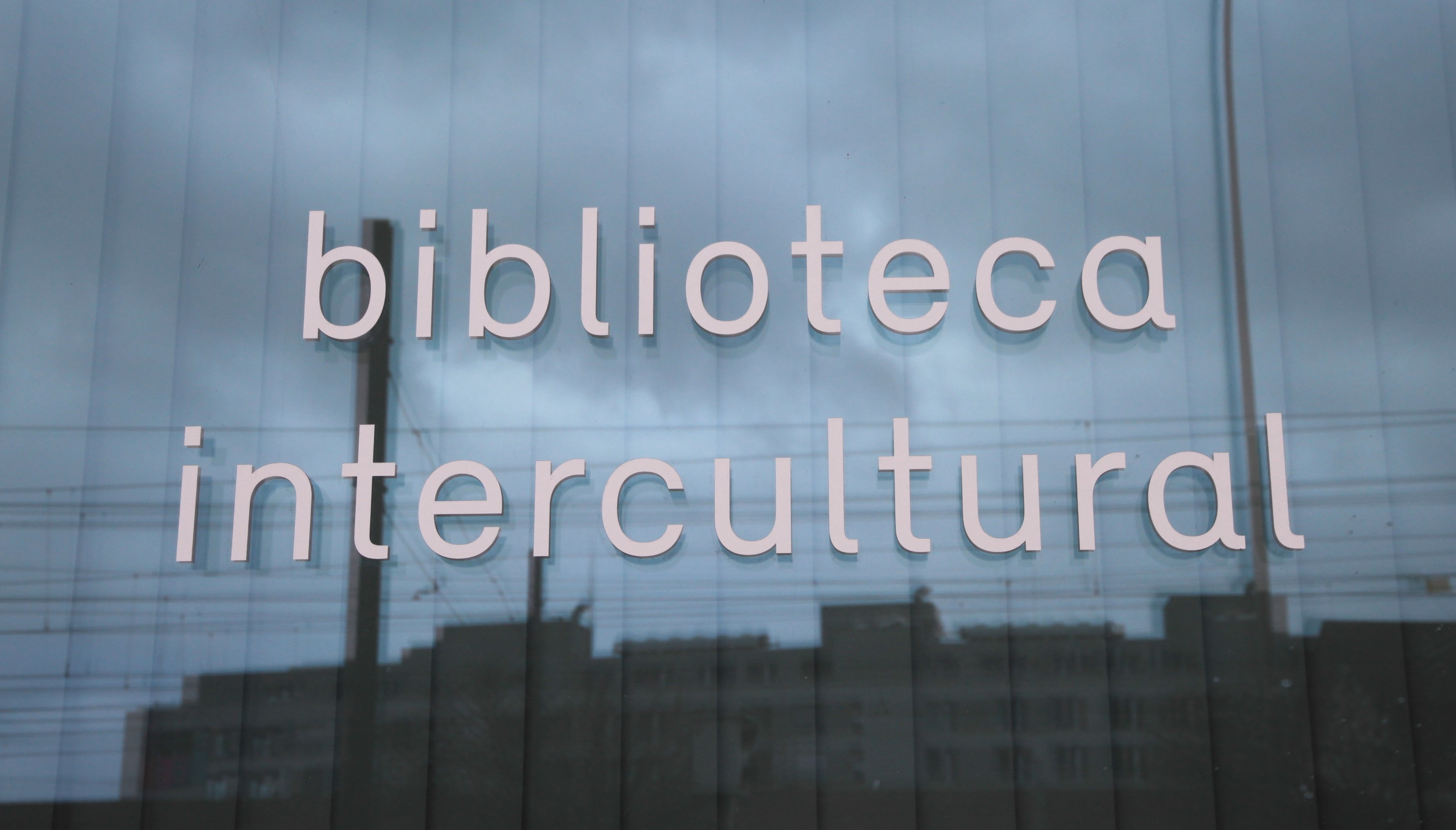
Fenster der Bibliothek auf Portugiesisch/Spanisch
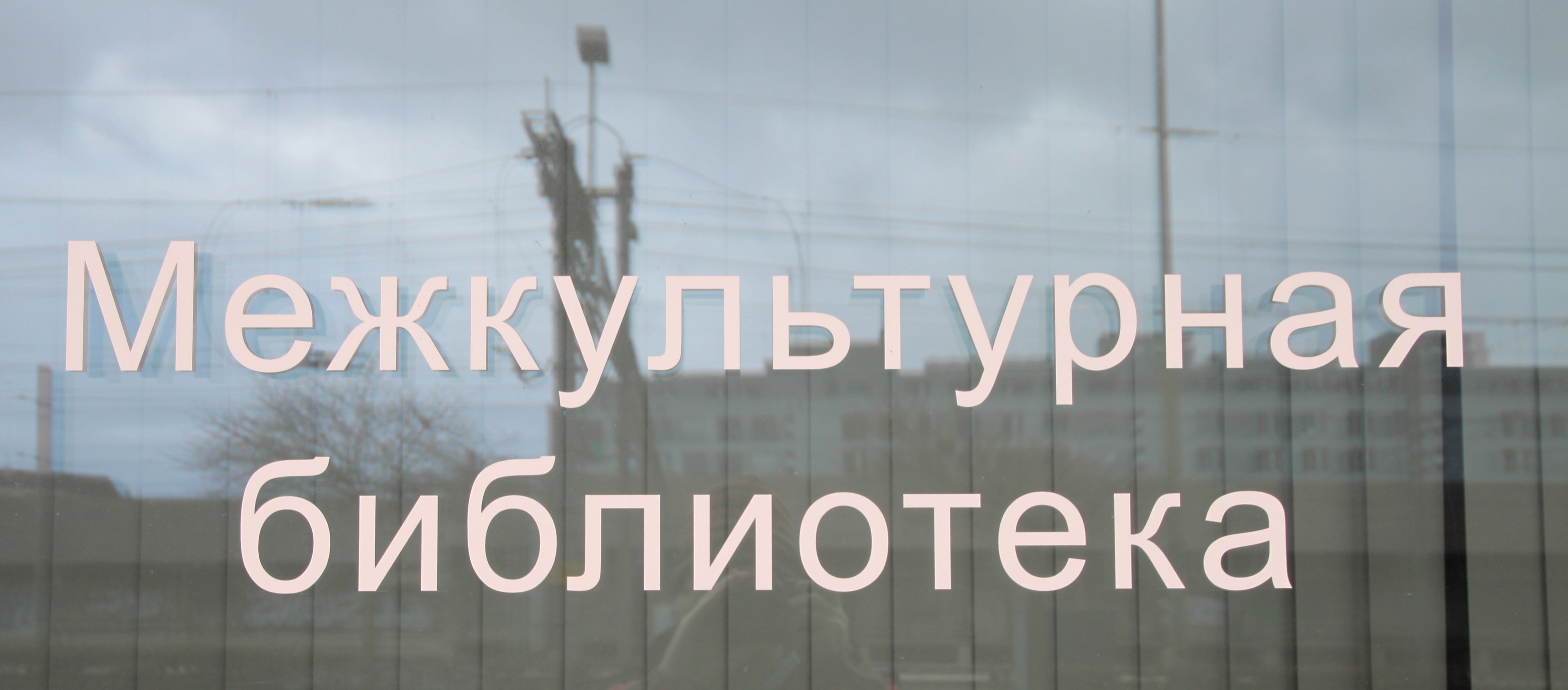
Fenster der Bibliothek auf Russisch